# Ninotchka
Ninotchka é um filme americano de comédia romântica de 1939 feito para a Metro-Goldwyn-Mayer pelo produtor e diretor Ernst Lubitsch e estrelado por Greta Garbo e Melvyn Douglas. Foi escrito por Billy Wilder, Charles Brackett e Walter Reisch, baseado em uma história de Melchior Lengyel.
Ninotchka é a primeira comédia completa de Greta Garbo e seu penúltimo filme; ela recebeu sua terceira e última indicação ao Oscar de Melhor Atriz. O filme recebeu ao todo quatro indicações ao Oscar.
Em 1990, Ninotchka foi selecionado para preservação no Registro Nacional de Filmes dos Estados Unidos pela Biblioteca do Congresso como sendo "culturalmente, historicamente ou esteticamente significativo". Em 2011, a Time também incluiu o filme na lista dos "100 filmes de todos os tempos" da revista.

## Sinopse
Nina Yakushova, comissária do governo soviético, é mandada a Paris para averiguar o comportamento de três representantes do governo que têm como missão negociar uma jóia. Aos poucos, a severa mulher russa sucumbe ao capitalismo e a Leon d'Algout, um galanteador francês que está apaixonado por ela e que representa tudo o que ela deveria detestar.

## Elenco
- Greta Garbo — Nina Ivanovna "Ninotchka" Yakushova
- Melvyn Douglas — Conde Léon d'Algout
- Ina Claire — Grã-Duquesa Swana
- Bela Lugosi — Comissário Razinin
- Sig Ruman — Iranoff
- Felix Bressart — Buljanoff
- Alexander Granach — Kopalski
- Gregory Gaye — Conde Alexis Rakonin
- Rolfe Sedan — Gerente do hotel
- Edwin Maxwell — Mercier
- Richard Carle — Gaston
- Tamara Shayne — Anna (não-creditado)
- George Tobias — Oficial de visto russo (não-creditado)
- Charles Judels — Pere Mathieu, o dono do café (não-creditado)
- Edwin Stanley — Advogado soviético (não-creditado)

## Lançamento
O filme foi lançado no final de 1939, logo após a eclosão da Segunda Guerra Mundial na Europa, onde se tornou um grande sucesso. Foi, no entanto, proibido na União Soviética e nos seus satélites. Apesar disso, arrecadou US$ 2.279.000 em todo o mundo; com US$ 1.187.000 nos EUA e US$ 1.092.000 internacionalmente, perfazendo um lucro de US$ 138.000.
Numa brincadeira com o famoso "Garbo Talks!" ("Garbo fala!"), campanha publicitária usada para sua estreia no "talkie" em Anna Christie (1930), Ninotchka foi comercializado com o bordão "Garbo Laughs!" ("Garbo ri!"), comentando sobre a imagem em grande parte sombria e melancólica de Garbo. Embora Garbo ria várias vezes em muitas de suas fotos anteriores, havia ceticismo quanto à capacidade da atriz de interpretar uma personagem alegre em uma comédia e Garbo teve que brigar com a MGM por seu papel em Ninotchka, já que os executivos do estúdio não tinham certeza de que o público a compraria em uma brincadeira alegre e despreocupada.

## Recepção
Ninotchka foi recebido por críticas deslumbrantes e cinemas esgotados na temporada de férias de 1939, se tornando um grande sucesso e, como declararam os críticos, um clássico instantâneo, que ainda é popular hoje. Quando o filme estreou no Radio City Music Hall, o crítico de cinema do The New York Times Frank S. Nugent o elogiou:

"A comédia, através da atuação jovial de Douglas e de Ina Claire como a duquesa e Sig Ruman, Felix Bressart e Alexander Granach como os três emissários profanos; através da fácil orientação do Sr. Lubitsch; e através do roteiro inteligentemente escrito de Walter Reisch, Charles Brackett e Billy Wilder, saiu-se brilhantemente. Stalin, repetimos, não vai gostar; mas, a menos que seus gostos estejam muito próximos da linha partidária, achamos que você o fará, imensamente."

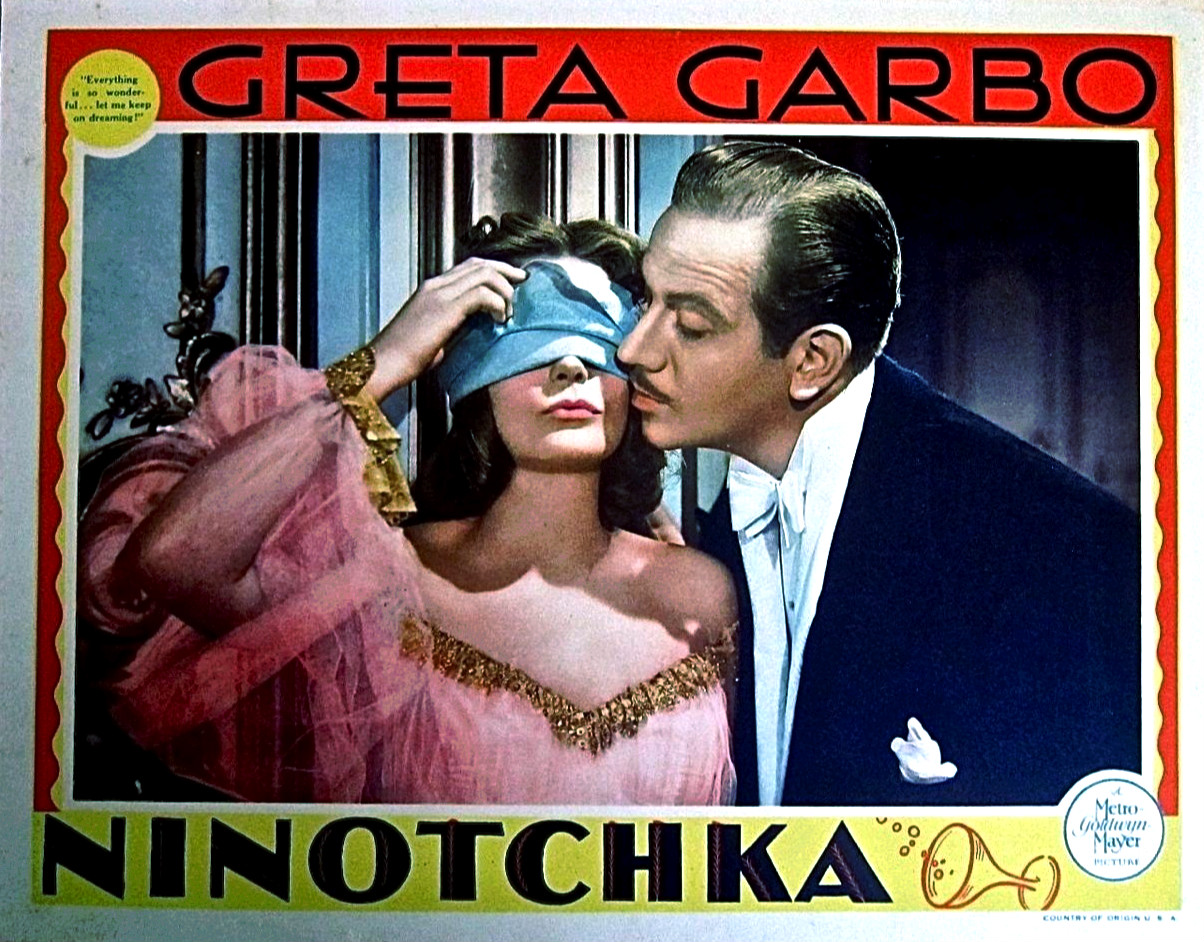
Cartão de entrada anunciando Greta Garbo em Ninotchka.

O filme rendeu a Greta Garbo a sua última indicação ao Oscar, mas ela perdeu para Vivien Leigh em E o Vento Levou. Garbo fez mais um filme, Two-Faced Woman, e depois retirou-se silenciosamente para uma vida reclusa. Além da atuação de Garbo, Ninotchka se destacou pela direção de Ernst Lubitsch e por um roteiro espirituoso, que foi co-escrito por Billy Wilder. Bela Lugosi, mais conhecido por seus filmes de terror, apareceu como comissário. O filme recebeu quatro indicações ao Oscar, concorrendo a Melhor Filme, Melhor Atriz, Melhor História Original e Melhor Roteiro; mas sem vitórias. A sua avaliação no site Rotten Tomatoes é de 95% no Tomatometer. Sobre a sátira do filme, foi notada a presciência da história conforme escreveu Maurice Zolotow em Billy Wilder in Hollywood:

"O roteiro expressava ideias que estavam fora de moda naquela época, mas que agora parecem ter sido escritas por inspiração profética. Eles escreveram uma década antes das revelações de Kruschev. Em 1939, quem poderia ter previsto que a própria filha de Stálin se apaixonaria e se tornaria uma Ninotchka?"
As piadas políticas maliciosas incluem Ninotchka dizendo "Os últimos julgamentos em massa foram um grande sucesso. Haverá menos russos, mas melhores", e há algumas piadas bem colocadas que zombam do fracassado Plano Quinquenal Soviético, com Leon dizendo "Camarada, fiquei fascinado pelo seu plano quinquenal nos últimos quinze anos."
Uma tentativa da MGM de relançar Ninotchka mais tarde, durante a Segunda Guerra Mundial, foi reprimida sob o argumento de que os soviéticos eram então aliados do Ocidente. O filme foi relançado após o fim da guerra.

## Legado

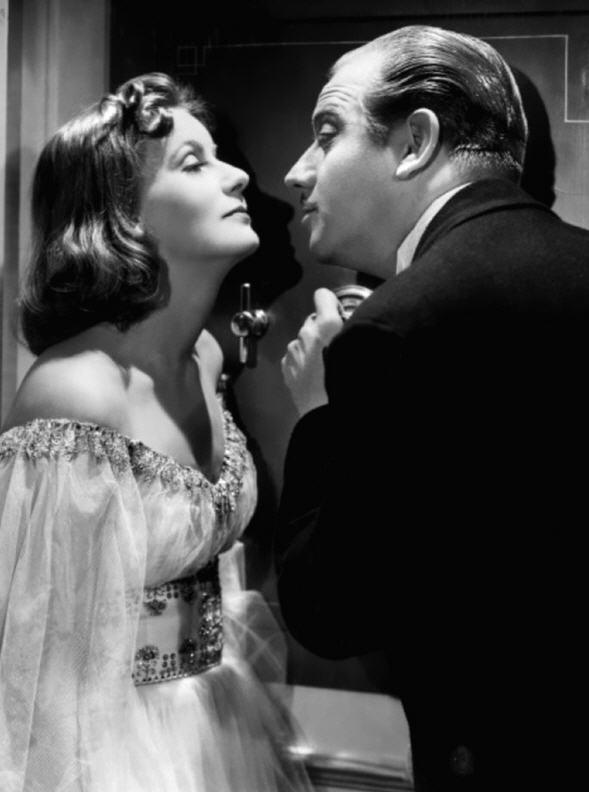
Greta Garbo como Nina Ivanovna "Ninotchka" Yakushova e Melvyn Douglas como Conde Léon d'Algout.

Ninotchka é baseado em uma ideia de história de três frases de Melchior Lengyel que fez sua estreia em uma conferência à beira da piscina em 1937, quando um veículo de comédia adequado para Greta Garbo estava sendo procurado pela MGM:
“A menina russa saturada de ideais bolcheviques vai para a temível, capitalista e monopolista Paris. Ela conhece o romance e se diverte muito. Afinal, o capitalismo não é tão ruim assim.”
Em 1955, o musical Silk Stockings, baseado em Ninotchka, estreou na Broadway. Escrita por Cole Porter, a produção teatral foi baseada na história e no roteiro de Ninotchka e estrelada por Hildegard Neff e Don Ameche. A MGM produziu então uma versão cinematográfica do musical em 1957 - Meias de Seda - dirigida por Rouben Mamoulian e estrelada por Fred Astaire e Cyd Charisse. O ator George Tobias, que apareceu sem créditos em Ninotchka como o oficial russo que leva um soco de Leon por lhe recusar um visto, é apresentado como o Comissário Markovitch nessa versão; e Rolfe Sedan, que interpretou o gerente do hotel em Ninotchka, aparece sem créditos como gerente de palco. Os filmes da MGM, Comrade X (1940), estrelado por Clark Gable e Hedy Lamarr, e The Iron Petticoat (1956), estrelado por Bob Hope e Katharine Hepburn, ambos emprestam muito de Ninotchka.
A MGM havia programado Madame Curie como o próximo filme de Garbo, mas satisfeito com o sucesso de Ninotchka, o estúdio rapidamente decidiu juntar Garbo e Douglas em outra comédia romântica. O resultado foi Two-Faced Woman (1941) e Garbo recebeu as piores críticas de toda a sua carreira. Acabou sendo seu último filme e Greer Garson finalmente estrelou Madame Curie. 
O Ministro da Propaganda do Reich da Alemanha Nazista, Joseph Goebbels, observou em suas notas de reunião em 9 de junho de 1940 que "A imprensa alemã deveria ir ver o excelente filme anti-soviético americano Ninotchka." Mais tarde, ele diria a vários atores alemães que achava que era um dos melhores filmes que já tinha visto. O cineasta japonês Akira Kurosawa citou Ninotchka como um de seus filmes favoritos.
Em 1990, Ninotchka foi selecionado para preservação no Registro Nacional de Filmes dos Estados Unidos pela Biblioteca do Congresso como sendo "cultural, histórica ou esteticamente significativo". Em 2011, a Time também incluiu o filme na lista dos "100 filmes de todos os tempos" da revista. A BBC compilou uma lista dos 100 filmes de comédia mais engraçados de todos os tempos e Ninotchka ficou em 68º lugar.